# Freebird Records
Freebird Records is een onafhankelijk platenlabel, dat in 1997 werd opgericht in Eindhoven. Het label heeft zich gespecialiseerd in stoner rock, maar zoekt graag de uithoeken van dat genre op. Vanaf het begin had het label een internationale oriëntatie, met bands uit de Verenigde Staten, Chili, Brazilië, Zweden, Finland, Duitsland en Italië. Freebird lanceerde bands als Sparzanza, Dozer, Fatso Jetson, Solace, Astrosoniq, Wallrus, Toner Low en ZEUS.
In 2005 startte Freebird een sublabel Under Her Black Wings, dat black metal en deathmetal uitbrengt. De eerste release was Xenomorph's tweede album.
Sinds 2007 is Freebird Records gevestigd in Leiden. Het is momenteel voornamelijk actief als webwinkel maar brengt nog steeds platen uit.